# Charles Bennett (atleta)
Charles Bennett (Shapwick, Dorset, 28 de diciembre de 1870-Bournemouth, 9 de marzo de 1949) fue un atleta del Reino Unido. 
De profesión maquinista de tren, consiguió ganar diversos títulos nacionales entre los que destacan los dos títulos de campo a través (1899 y 1900) y el de la milla de 1900, este último título le permitió ser seleccionado para competir en los Juegos Olímpicos de 1900 en la prueba de 1500 metros lisos. Una vez allí consiguió su mayor logro, ser el primer inglés en ganar la medalla de oro, por lo tanto, campeón olímpico en los 1500 metros lisos en los Juegos Olímpicos de París 1900. Además también consiguió ganar la medalla de oro en los 5000 metros por equipos siendo parte de un equipo formado por el mismo, Alfred Tysoe, Sidney Robinson, Stanley Rowley y John Rimmer . En la misma olimpiada consiguió una medalla de plata en los 4000 metros obstáculos, prueba que ganó su compañero de equipo John Rimer.